# Baumann Károly

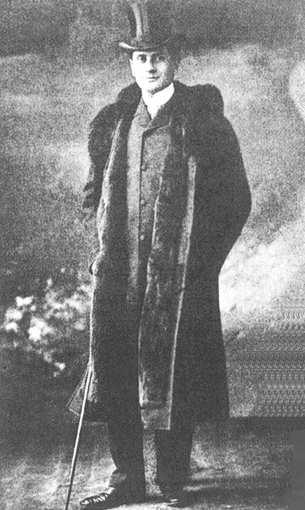
Baumann Károly 1905-ben

Baumann Károly, eredeti nevén Grünbaum Lipót (Pest, 1871. október 29. – Budapest, 1920. október 22.) magyar színész, dalénekes.

## Élete
Szülei Grünbaum Henrik (rendőrbiztos, majd vendéglátós) és Schwartz Cecília. Apja korán meghalt, így Károly 13 évesen már arra szorult, hogy fejét kenyérkeresésre adja. Nyomdásznak állt és a nyomdászegyesület műkedvelő színpadán sikereket aratott dalaival. 1885-ben, 14 évesen egy Király utcai orfeumban a Kék Macskában szerepelt először, ahol már pénzt is kapott a fellépésért. 1891-től a Király utcai Armin Orfeum színésze volt. Itt németül énekelt kuplékat és német nyelvű jelenetek kisebb szerepeit bízták rá. 1895-től a Folies Caprice-ban játszott, többek között Rott Sándor partnereként. 1897 és 1912 között a Fővárosi Orfeum társulatának tagja volt, de fellépett a Rostély utcai Folies-ban, és a Somossy Orfeumban is. A Fővárosi Orfeum német operettegyüttesével járt Amszterdamban, Bukarestben, Münchenben, Prágában és Belgrádban is. A  berlini Szecessziós Színpad budapesti vendégszereplése alatt, vendégművészként, Max Reinhardttal szerepelt együtt az Orfeum színpadán. Az 1896-os millenniumi ünnepségek idején a városligeti Ősbudavár műsorában Baumann Károly énekelt először magyarul kuplét. A dal címe: „Csupa ő”. Zerkovitz Béla szerzeménye a „Kató, szívem, szép Katája” címet viselő dala már valódi kottasiker volt. Tehetségének, énekhangjának és vidám kisugárzásának köszönhetően hírnévre tett szert és Magyarország vezető színész-énekese lett. Ő tette ismertté a magyar dalokat egy olyan világban amikor a német volt a hivatalos nyelv és a dalok is német nyelven íródtak. Baumann Károly telt házas előadásokon szerepelt, a pódiumok versengtek érte, hogy műsoraikat plakátjaikon az ő nevével reklámozzák. Több kuplét kamera előtt is elénekelt (némafilmek készültek hanglemez kísérettel), ezek közül a „Sherlock Holmes” külföldön is ismertté vált. Sikereinek csúcsán 1911-ben Baumann Károlyt gégebetegség támadta meg, de a nehézségek ellenére is folytatta fellépéseit, bár már kevesebb dal éneklését vállalta. 1912-ben kávéházat nyitott és hiába volt híres ember, a korabeli Pesten, ahol számtalan kávéház működött, az ő üzlete nem bizonyult életképesnek. Pályájának 30 éves jubileumán a magyar színházi élet színe java köszöntötte őt az Orfeumban. Közönsége nem, csak kollégái tudták milyen kínokkal járt számára a szereplés. Halálát végül a sok gyötrelmet okozó gége-tuberkulózis okozta. A családszerető férfi öt gyermeket hagyott maga után. A főváros dísztemetésben részesítette.

## Családja
Házastársa Kőmíves Jolán (1877–1961) volt, akivel 1895-ben Budapesten kötött házasságot. Gyermekei közül hárman, Kőmíves Erzsi, Kőmíves Sándor és Kőmíves Rezső színészek lettek. Kőmives Tibor vásári árus, Kőmíves Olivér, bohócként lépett fel.

## Hatása
Baumann Károly olyan korban mert magyarul énekelni amikor Magyarországon a német volt a hivatalos nyelv. Divatba hozta, sikeressé tette a magyar dalokat.
"Baumann Károlynak hívták azt a honszeretettől átitatott énekest, aki először vívta ki színpadon a magyar versnek, a magyar dalnak jogát, és bebizonyította, hogy egyenértékű a gazdag hagyományokkal rendelkező német dallal. Lehet könnyed és lehet érzelmes, lehet groteszken csúfolódó, lehet sikamlós, kétértelmű, háromértelmű, sőt több. Baumann Károly volt az a magyar színész, aki nélkül nem lett volna talán Medgyaszay Vilma, és nem lett volna talán az István, a király sem. Mindenesetre a magyar színpadi dal, a pesti sanszon, a kuplé, a színpadi ének hosszadalmas menetének élén áll Baumann Károly..." - emlékezik rá Molnár Gál Péter a "Pesti mulatók" című könyvében.

## Díjai, elismerései
A Magyar Komikusverseny aranyérme, 1905

## Színpadi szerepeiből
Jelenetek a Király utcai Armin Orfeum német nyelvű műsorából:
- "Markus Schacherl als Patient" (Markus Schacherl mint páciens)... Fritz Leicht,  medikus
- "Itzig Baron" (Icig báró)... Kraxenstein báró

Jelenetek a Folies Caprice műsorából:
- "Az öngyilkosjelöltek"... gróf Nádpataky Ákos
- Baumann Károly: "Ein Verliebter" (Egy szerelmes)... Robert Friedl doktort
- Leitner: "Die Scheidungs-Affaire des Mundi Rosenkranz" (Mundi Rosenkranz válási ügye)... Kalauz
- Kmoch-Leitner: "Messalina" (ókori paródia)... Silius, római gigerli

A Nagymező utcai Fővárosi Orfeum műsorából:
- "Budapest, Prága, Bécs" (daljáték)... Muki, a parasztlegény
- Deák Gyula: "Fosztóka" (népi idill)... Bodra Marci
- Max Dreyer:"A próbajelölt"(dráma)... dr. Holzer professzor

## Filmjei
Legnépszerűbb slágereit némafilmeken (hangsáv hiányában) külön gramofonlemezeken is rögzítették.
A némafilm, a moziban vetítés alkalnával a filmen hagyott jel és gramofon segítségével vált hallhatóvá.   
- Sherlock Hochmes (1908)
- Péter, a csodamajom (1908)
- Nem Hagy a Hadnagy (1908)
- Néger smokk (1908)
- A pesti háziúr (1908)
- Tüzet kérek (1912)